# Матема
Матема е концепция представена в работата на френския психоаналитик от 20 век Жак Лакан. Те са формули, замислени като символични представяния на неговите идеи и анализи.
Те са замислени за представяне на някаква степен на точност във философското и психологическо писане, заменяйки често трудните за разбиране вербални описания с подобни на формули като тези използвани в твърдите науки (като математика и други), а и е лесен начин за задържане, запомняне и потворение на някои централни идеи на Фройд и Лакан. Например: $ <> a е матема за фантазия във Фройдистко-Лаканиев смисъл.